# Спартак (Луганськ)
«Спартак» — баскетбольний клуб з Луганська. Заснований 1976 року. Найвищі досягнення — чемпіон Першої ліги СРСР, фіналіст Кубка СРСР 1989, восьме місце у вищій лізі СРСР 1990 і третє місце у вищій лізі України 1992.
Припинив існування в грудні 1999 року, так і не завершивши сезон 1999—2000 років.

## Місця в чемпіонаті України
- 1992 — 3-тє місце
- 1992/93 — 4-е
- 1993/94 — 8-е
- 1994/95 — 11-е
- 1995/96 — 5-е
- 1996/67 — 8-е
- 1997/98 — 7-е
- 1998/99 — 8-е
- 1999/00 — 11-е місце (останнє). Команда знялася по ходу турніру.